# 무역 정책
무역 정책(貿易政策, trade policy)은 정부가 관세를 비롯한 여러 수단을 사용해서 민간의 해외무역을 조정하여 후생을 증가시키고자 하는 제반 정책을 총괄하여 말한다. 오늘날 대외적으로 자유무역주의를 주장하는 나라에서도 정부가 무역에 개입하는 것은 보편적인 현상으로 인식되고 있고, 이는 개발도상국뿐만 아니라 선진국에서도 일반적으로 나타나는 현상이다.  역사적으로 볼 때, 무역정책은 국가가 생기면서부터 시작되었다고 해도 과언이 아니다. 그러나 엄밀한 의미에서 무역정책의기원은 중상주의에서부터 찾을 수 있다. 그리고 고전학파의 자유무역론에 대응하여 탄생한 독일 역사학파의 보호무역주의가 원형적인 무역정책이라 할 수 있다.  총수요관리정책이나 고정환율제에서 환율변경은 국민소득이나 외국환율에 주는 영향을 통해서 무역에 영향을 미치기 때문에 광의의 무역정책 범주에 포함되어야 한다. 그러나 일반적으로 수출과 수입을 촉진 또는 억제하기 위한 직접적인 정책만이 무역정책의 범주에 들어간다. 무역정책의 목표는 단기순환적으로는 국제수지의 조정이고, 장기구조적으로는 유치산업의 보호라고 볼 수 있다.   그러므로 무역정책은 국제수지대책으로서뿐만 아니라 국내의 산업구조를 조정하는 수단으로 이용되는 일이 많다. 단기적으로는 자원배분에 인위적인 개입을 함으로써 효율성을 해칠 수 있으나, 장기적으로 바람직한 산업구조를 실현할 수 있는 수단으로 인식되고 있기 때문이다.  무역정책도 다른 경제정책과 마찬가지로 시대와 환경의 병화에 따라 변화한다. 오늘날 무역정책은 단순히 관세·외환관리·보조금 등의 개별적·기술적인 경제조치로서만 파악되는 것이 아니라, 경기조절정책·산업정책 등 한 나라의 종합적인 경제정책의 일환으로 인식되어야 한다. 또한 국제경제의 발전과 안정을 기함으로써 국제관계의 안정을 가져오고 선·후진국간의 산업조정을 촉진시켜 남북문제 해결에 해답을 주는 정책체계로도 인식되어야 한다.  무역정책은 그 대상이 대외경제활동이기 때문에 국내경제활동을 대상으로 하는 경제정책과는 다른, 다음과 같은 특성들을 지니고 있다.   첫째, 무역정책의 주체는 국가로서 교역상대국과의 관계를 고려해야 한다. 이는 정책결정 과정에서 하나의 제약조건이 된다. 즉 상대국에 대한 차별조치는 상대국의 보복조치를 유발할 수 있다는 점 등을 고려해야 한다. 이것은 국내 경제정책과 다른 점이다.   둘째, 무역은 국민경제의 대외경제활동을 대표하는 것이기 때문에 그 직접적 영향이 국민경제 전반에 미친다.  셋째, 무역정책은 원칙적으로 국제수지균형을 도모하여 무역마찰 등을 비롯한 각족 국제경제문제를 일으키지 않도록 해야 한다.

## 수단
한 국가의 세력권에서 다른 국가의 영역으로 상업활동이 확장될 때, 정부가 민간무역에 개입하는 방식으로 오래 전부터 사용되어 온 가장 보편적인 방법은 관세를 통한 무역의 통제였다. 관세는 무역행위가 국가 밖으로 확장될 때 국내 상업행위의 우월권을 보장한다는 의미에서뿐만 아니라, 정부의 수입을 증가시키는 주요한 수단으로서 기능하였다. 그리고 관세 이외의 비관세 무역정책수단으로 각종 보조금·수량할당제·자율규제·외환통제 등의 방법이 다양하게 사용되어 왔다.

## 한국의 무역 정책
고도성장정책으로 경제개발을 주도해 온 한국경제의 발전은 수출주도형 발전정책(export-led development policy)에 의하여 이룩된 것이다. 이 과정에서 초기의 무역정책은 한편으로는 국내산업을 보호하고 한편으로는 전략적인 수출산업에 대해 집중적으로 지원하는 데에 초점을 두었다. 무역정책의 주요수단으로 관세와 수출보조금을 사용하였다. 그러나 WTO의 창설과정에서도 볼 수 있듯이 1990년대의 새로운 무역환경의 전개에 따라 우리나라의 무역정책도 크게 변화하여야 할 시기에 이르렀다고 할 수 있다. 이에 따라 우리나라의 무역정책도 특히 1980년대 후반기부터 무역자유화조치를 취함으로써 크게 전환하기 시작하였다.  이제는 가격면에서 경쟁력을 지원하는 방식은 단기적인 전략에 지나지 않으며 국민경제발전이나 후생복지의 면에서도 바람직하지 않다. 오히려 장기적으로 기술향상을 통한 고부가가치 상품의 개발을 지향하는 무역정책이 필요한 시점이다.